# Јепе Хејн
Јепе Хејн (дан. Jeppe Hein; рођен 1974. у Копенхагену) је дански вајар који живи и ради у Берлину, те ради као представник Вајт кубе, излагачке концепција у презентирању уметности у белом простору, и кинетичке уметности у вајарству.

## Биографија
Јепе Хејн је студирао од 1997. до 2003. године на Краљевској данској академији уметности. Између 1999. и 2000. био је као студент на размени у Франкфурту на Мајни на државној Високој школи ликовних уметности. Његови радови су излагани између осталог у Ливерпулу, Лајпцигу и Њујорку.
Године 2012. Хејн је добио награду Штифтунг Вирт/Роберт-Јакобсен.

## Соло изложбе
- 2013

, (Bonniers Konsthall - Стокхолм)
, (Wanås Konst - Книслинге)
, (ARoS Kunstmuseum - Орхус)
, Шарлотенлунд)
, (Johann König at St. Agnes - Берлин)
, (Amos Anderson Art Museum - Хелсинки))
- 2012

, (Museum Würth - Бад Мергентхајм)
, (Neues Museum Nürnberg - Нирнберг)
, (Galleri Nicolai Wallner - Копенхаген)
- 2011

, (Johann König - Берлин)
, (21st Century Museum of Contemporary Art - Каназава)
, (303 Gallery - Њујорк)
- 2010

, (Neues Museum Nürnberg - Нирнберг)
, (Galerie Daniel Templon - Париз)
, (Johann König - Берлин)
, ( IMA -Indianapolis Museum of Art - Индијанаполис)
, (Perth Institute of Contemporary Arts - Перт)
, (Nicolai Wallner - Копенхаген)
- 2009

, (ARoS Kunstmuseum - Орхус)